# Jon Abbate
Jon Abbate (18 de junio de 1985, en Fort Lauderdale, Florida) es un jugador profesional de fútbol americano juega la posición de fullback actualmente es agente libre. Firmó como agente libre para Houston Texans en 2007. Jugó como colegial en Wake Forest.
También jugó para Washington Redskins en la National Football League, Montreal Alouettes en la Canadian Football League, California Redwoods y Sacramento Mountain Lions en la United Football League.

## Estadísticas UFL
| Temporada | Equipo | Tkl | Ast | Tot | Sck | Yds | FF |
| --------- | ------ | --- | --- | --- | --- | --- | -- |
| 2009      | CAR    | 0   | 1   | 0.5 | 0.0 | 0   | 0  |